# Ostracon du plan de la tombe de Ramsès IX
L'ostracon du plan de la tombe de Ramsès IX est un ostracon de l'Égypte antique en calcaire pâle. Il porte le plan de la tombe du pharaon Ramsès IX dans la vallée des Rois (KV6) et date de la XXe dynastie (vers 1100 avant notre ère). L'ostracon est inscrit sur un tesson de dimensions approximatives : soixante-six centimètres de long sur vingt centimètres de large, et a été trouvé dans sa tombe KV6.
Le « plan de la tombe », qui ressemble à une esquisse de plan, n'est pas un projet de construction de la tombe, mais un document postérieur à la construction. La composition de lignes droites (à partir d'une règle ou d'un dispositif) utilise principalement des angles de quatre-vingts degrés, mais la disposition du dessin est également conforme à la forme linéaire du tesson (ce qui nécessite des écarts par rapport aux angles droits).
En tant que tesson linéaire, l'ostracon est brisé en quatre morceaux contigus. En forme de poignard (non rectangulaire), il s'agit d'un usage atypique pour les ostraca, mais l'intention était probablement la durabilité, la résistance à la décomposition et à l'altération (des encres surtout). Les lignes en creux (bas-relief) sont remplies d'encre noire (avec quelques débordements), et quelques petites zones encrées sont marquées. Les notes hiératiques sont également en noir.
Le dessin qui subsiste est complet à environ 90 %, en raison de la perte sur les bords de micro-éclats, en particulier aux points de rupture, et de quelques écailles plus grandes.

## Séquence d'agencement du plan
- Entrée et escalier
- Premier couloir avec annexes (deux à droite et deux à gauche)
- Deuxième couloir
- Troisième couloir
- Vestibule
- Salle à piliers
- Chambre funéraire